# Юліус Ройбке
Юліус Ройбке (Julius Reubke, 23 березня 1834 — 3 червня 1858) — німецький композитор, піаніст та органіст, найвідомішим твором якого вважається Соната на 94-й псалом для органа.

## Біографія
Народився у селищі Гауснайндорф (федеральна земля Саксонія-Ангальт) у сім'ї майстра органів та фортепіано Адольфа Ройбке. З 1851 року вчився у щойно відкритій у Берліні консерваторії. У грудні 1855 року за рекомендацією Ганса фон Бюлова Ройбке почав займатися з Ференцем Лістом, він жив в Альтенбурзі, у будинку, що Ліст утримував на власні кошти. У цей період були написані найвідоміші твори композитора — Соната на 94-й псалом для органа та фортепіано соната сі-бемоль мінор.
У 1857 році Юліус Ройбке захворів на туберкульоз і невдовзі помер у передмісті Дрездена у віці 24 років.